# Classe Belyanka
Le unità appartenenti alla classe Belyanka (progetto 1151.0 secondo la classificazione russa) sono navi cisterna speciali per il trasporto delle scorie nucleari. Le navi di questo tipo in servizio sono due.

## Tecnica
Le unità classe Belyanka sono state progettate per ricevere, trasportare e stoccare scorie nucleari, sia liquide, sia solide.
Ogni nave ha una capacità di stoccaggio, per le scorie nucleari liquide, pari a 800 metri cubi. Le scorie vengono filtrate, in modo da ridurre la radioattività, grazie ad uno speciale apparato di filtraggio montato a bordo di ogni unità. Questo impianto ha una capacità teorica di processamento di ben 120 tonnellate al giorno. Tuttavia, questo apparato di filtraggio pare non abbia mai funzionato troppo bene.
Per quanto riguarda le scorie nucleari solide, ogni nave è munita di due contenitori per lo stoccaggio. La capacità di tali contenitori è di 600 tonnellate per il primo e di 400 per il secondo.

## Il servizio
Queste navi sono state costruite presso i cantieri navali di Vyborg. La classe originaria doveva essere di tre o più unità, ma solo due furono completate, mentre una terza venne forse varata ma mai ultimata. Il loro compito principale è il trattamento delle scorie prodotte dalle navi a propulsione nucleare: non a caso, gli unici esemplari esistenti sono inquadrati nella Flotta del Nord ed in quella del Pacifico, le uniche ad avere navi con questo tipo di propulsione. Tuttavia, in precedenza sono state utilizzate anche per scaricare le scorie radioattive direttamente in mare.
Le due unità in servizio sono:
- Amur: entrata in servizio nel 1984 nella Flotta del Nord, è stata completamente revisionata nel biennio 1993-1994.
- Pinega: entrata in servizio nella Flotta del Pacifico nel 1987.